# Silignea albopunctada
Silignea albopunctada är en fjärilsart som beskrevs av Bethune-Baker 1906. Silignea albopunctada ingår i släktet Silignea och familjen nattflyn. Inga underarter finns listade i Catalogue of Life.